# Dombeya lecomteopsis
Dombeya lecomteopsis är en malvaväxtart som beskrevs av Arenes. Dombeya lecomteopsis ingår i släktet Dombeya och familjen malvaväxter. Inga underarter finns listade i Catalogue of Life.